# Dixon (Kentucky)
Dixon település az Amerikai Egyesült Államok Kentucky államában. Webster megyében, melynek megyeszékhelye is. Lakosainak száma 933 fő (2020. április 1.).

## Népesség
A település népességének változása:
| Lakosok száma | 632  | 786  | 933  |
|               | 2000 | 2010 | 2020 |